# Stadio Gehaz El Reyada
Lo stadio Gehaz El Reyada El Askari (in arabo ستاد جهاز الرياضة العسكري‎?), noto semplicemente come stadio Gehaz El Reyada, è uno stadio calcistico situato al Cairo, in Egitto.
Con un massimo di 20.000 posti a sedere, ospita le partite casalinghe dell'El Gaish.